# (36002) 1999 NA24
1999 NA24 (asteroide 36002) é um asteroide da cintura principal. Possui uma excentricidade de 0.08205660 e uma inclinação de 23.02307º.
Este asteroide foi descoberto no dia 14 de julho de 1999 por LINEAR em Socorro.